# Laboulbeniales
Laboulbeniales (лат.) — порядок аскомикотовых грибов класса Laboulbeniomycetes. Содержит 2325 видов. Это облигатные эктопаразиты насекомых, которые образуют клеточное слоевище из двух одноклеточных аскоспор. Laboulbeniales обычно не убивают своих хозяев, хотя они могут ухудшить состояние хозяина, если плотность паразитов высока. Эти грибы не живут отдельно от хозяев. С момента заражения хозяина до созревания спор проходит 10—20 дней.